# Liste des établissements sanitaires de la région de San-Pédro
 (avril 2025).
Motif : liste qu’aucune source secondaire n’étaye. Wikipédia n’est pas non plus un annuaire
- Archive Wikiwix
- Bing
- Cairn
- DuckDuckGo
- E. Universalis
- Gallica
- Google
- G. Books
- G. News
- G. Scholar
- Persée
- Qwant
- (zh) Baidu
- (ru) Yandex
- (wd) trouver des œuvres sur Wikidata

| 1. | Préciser le motif de la pose du bandeau. | Précisez le motif de la pose du bandeau en utilisant la syntaxe suivante : {{admissibilité à vérifier\|date=avril 2025\|motif=remplacez ce texte par le motif}}                                                                    |
| 2. | Informer les utilisateurs concernés.     | Pensez à avertir le créateur de l'article, par exemple, en insérant le code ci-dessous sur sa page de discussion : {{subst:avertissement admissibilité à vérifier\|Liste des établissements sanitaires de la région de San-Pédro}} |

La liste des établissements sanitaires dans la région de San-Pédro comprend aussi bien les structures publiques que les cliniques et centres de santé privés. En revanche, elle ne tient pas compte des  centres de médecine traditionnelle tenus par des tradipraticiens, ni des points de vente de médicaments installés dans la rue.

## Hôpitaux Publics
- Centre Hospitalier Régional de San Pedro ( CHR de San Pedro[2] )
- Centre de Santé Urbain ( CSU de Gabiadji [3])
- Hôpital Général de Tabou[4]
- Hôpital Général de Méagui[5]

## Etablissements Privés
- Clinique Médicale Notre Dame[6]
- Cabinet Médical Divines Grâces[7]
- Cabinet Médical Le Rosaire[8]
- Clinique des Rochers[9]
- Clinique Centrale San Pedro[10]
- clinique la rosette